# Чемпіонат СРСР з хокею із шайбою 1950—1951
П'ятий чемпіонат СРСР з хокею із шайбою проходив з 12 грудня 1950 по 23 січня 1951. У змаганні брали участь 12 команд, які на попередньому етапі були поділені на дві підгрупи. По три найкращі клуби вийшли до фінального етапу. Переможцем вперше став московський ВПС. Найкращий снайпер — Всеволод Бобров (42 закинуті шайби).

## Підсумкові таблиці
Скорочення: М = підсумкове місце, І = ігри, Пер = перемоги, Н = нічиї, Пор = поразки, ЗШ = закинуті шайби, ПШ = пропущені шайби, О = набрані очки

### Попередній етап

#### Підгрупа А
Матчі проходили у Челябінську.
| М  | Команда                   | І | Пер | Н | Пор | ЗШ | ПШ | О  |
| -- | ------------------------- | - | --- | - | --- | -- | -- | -- |
| 1. | «Динамо» (Москва)         | 5 | 5   | 0 | 0   | 31 | 6  | 10 |
| 2. | «Крила Рад» (Москва)      | 5 | 4   | 0 | 1   | 31 | 9  | 8  |
| 3. | ЛБО (Ленінград)           | 5 | 2   | 1 | 2   | 11 | 23 | 5  |
| 4. | «Спартак» (Москва)        | 5 | 1   | 2 | 2   | 17 | 16 | 4  |
| 5. | «Дзержинець» (Челябінськ) | 5 | 1   | 1 | 3   | 12 | 19 | 3  |
| 6. | «Спартак» (Мінськ)        | 5 | 0   | 0 | 5   | 3  | 32 | 0  |

#### Підгрупа Б
Матчі проходили у Свердловську.
| М  | Команда                | І | Пер | Н | Пор | ЗШ | ПШ | О |
| -- | ---------------------- | - | --- | - | --- | -- | -- | - |
| 1. | ВПС (Москва)           | 5 | 4   | 1 | 0   | 43 | 9  | 9 |
| 2. | ЦБЧА (Москва)          | 5 | 4   | 1 | 0   | 33 | 10 | 9 |
| 3. | «Динамо» (Ленінград)   | 5 | 2   | 0 | 3   | 19 | 30 | 4 |
| 4. | «Динамо» (Таллінн)     | 5 | 2   | 0 | 3   | 9  | 29 | 4 |
| 5. | «Динамо» (Свердловськ) | 5 | 1   | 1 | 3   | 18 | 32 | 3 |
| 6. | «Даугава» (Рига)       | 5 | 0   | 1 | 4   | 13 | 25 | 1 |

### Фінальний етап

#### За 1-6 місця
Проводився груповий турнір у два кола (Москва).
| М  | Команда              | І  | Пер | Н | Пор | ЗШ | ПШ | О  |
| -- | -------------------- | -- | --- | - | --- | -- | -- | -- |
| 1. | ВПС (Москва)         | 10 | 9   | 1 | 0   | 74 | 18 | 19 |
| 2. | «Динамо» (Москва)    | 10 | 7   | 0 | 3   | 50 | 34 | 14 |
| 3. | «Крила Рад» (Москва) | 10 | 6   | 1 | 3   | 41 | 23 | 13 |
| 4. | ЦБЧА (Москва)        | 10 | 5   | 0 | 5   | 36 | 33 | 10 |
| 5. | «Динамо» (Ленінград) | 10 | 2   | 0 | 8   | 30 | 47 | 4  |
| 6. | ЛБО (Ленінград)      | 10 | 0   | 0 | 10  | 13 | 88 | 0  |

#### За 7-12 місця
Проводився груповий турнір в одне коло (Челябінськ).
| М   | Команда                   | І | Пер | Н | Пор | ЗШ | ПШ | О |
| --- | ------------------------- | - | --- | - | --- | -- | -- | - |
| 7.  | «Дзержинець» (Челябінськ) | 5 | 2   | 3 | 0   | 22 | 12 | 7 |
| 8.  | «Спартак» (Москва)        | 5 | 3   | 1 | 1   | 22 | 15 | 7 |
| 9.  | «Динамо» (Свердловськ)    | 5 | 3   | 1 | 1   | 17 | 17 | 7 |
| 10. | «Даугава» (Рига)          | 5 | 2   | 1 | 2   | 17 | 17 | 5 |
| 11. | «Динамо» (Таллінн)        | 5 | 2   | 0 | 3   | 23 | 20 | 4 |
| 12. | «Спартак» (Мінськ)        | 5 | 0   | 0 | 5   | 7  | 27 | 0 |

## Склади команд-призерів
1. ВПС: воротарі — Григорій Мкртичан, Микола Пучков, Борис Тропін; захисники — Олександр Виноградов, Юрій Володін, Ігор Горшков, Павло Жибуртович, Револьд Леонов, Віктор Тихонов; нападники — Анатолій Архіпов, Євген Бабич, Всеволод Бобров, Анатолій Вікторов, Петро Котов, Володимир Новожилов, Олександр Стриганов, Віктор Шувалов. Тренер — Всеволод Бобров.
2. «Динамо» М: воротар — Карл Ліїв, Віктор Ставровський, Лев Яшин; захисники — Микола Алексушин, Хамід Ісламов, Василь Комаров, Віталій Костарєв, Анатолій Наумов, Олег Толмачов; нападники — Віктор Климович, Валентин Кузін, Анатолій Молотков, Борис Петелін[en], Микола Поставнін, Олександр Уваров, Сергій Уфімцев. Тренер — Аркадій Чернишов.
3. «Крилах Рад»: воротарі — Борис Запрягаєв, Василь Чепижев; захисники — Анатолій Кострюков, Альфред Кучевський, Микола Нілов, Олександр Прилепський, Генріх Сидоренков; нападники — Михайло Бичков, Олексій Гуришев, Валентин Захаров, Сергій Мітін, Юрій Пантюхов, Микола Паршин, Леонід Степанов, Микола Хлистов. Тренер — Володимир Єгоров.

## Найкращі снайпери
- Всеволод Бобров (ВПС) — 42
- Віктор Шувалов (ВПС) — 28
- Олександр Уваров («Динамо» М) — 21
- Олексій Гуришев («Крила Рад») — 20
- Євген Бабич (ВПС) — 13
- Віктор Климович («Динамо» М) — 13
- Леонід Степанов («Крила Рад») — 13
- Олександр Комаров (ЦБЧА) — 12
- Валентин Кузін («Динамо» М) — 12
- Володимир Єлизаров (ЦБЧА) — 11
- Валентин Захаров («Крила Рад») — 11
- Петро Котов (ВПС) — 11
- Микола Поставнін («Динамо» М) — 11
- Олександр Черепанов («Динамо» Св) — 11